# Анетта
«Анетта» — радянський чорно-білий короткометражний художній фільм 1966 року, знятий на Одеській кіностудії.

## Сюжет
На риболовецьке судно прийшла нова кухарка — добра немолода жінка Анетта. Її турбота про дітей, добра посмішка згодом підкорює всіх. Матрос Коля навіть став називати її «матусею». До неї прив'язується і молоденький, інтелігентний і сором'язливий старпом. Але між Костею — бувалим матросом-роботягою і новеньким старпомом виникає неясний конфлікт — однолітки, але один — матрос, а інший — друга людина на судні; один — в робі, інший — у завжди чистенькій формі. На розвантаженні Коля пропонує старпому самому попрацювати, і той стає у ланцюг розвантажуючих. Подаючи ящики Коля все нарощує темп. Команда захоплено спостерігає, і тільки Анетта з жахом дивиться на цей здавалося б жартівливий «поєдинок» який закінчується падінням старпома. Анетта дає ляпас Колі, і йде з судна.

## У ролях
- Віра Алтайська —  Анетта
- Віктор Піменов —  Коля, матрос
- Валерій Панарін —  старпом
- Дмитро Орловський —  капітан
- Володимир Євченко — епізод
- Микола Кошкін — епізод
- Віктор Степаненко — епізод
- Валентин Стоянов — епізод
- А. Чинов — епізод
- В. Федоренко — епізод

## Знімальна група
- Режисер — Георгій Шмованов
- Сценарист — Борис Шустров
- Оператор — Л. Жилкін
- Композитор — Олександр Красотов
- Художник — Сергій Жаров